# Ministerie van Defensie
Een ministerie van defensie is een ministerie dat instaat voor de landsverdediging. De meeste landen beschikken over een dergelijk ministerie.
In sommige landen heette het ministerie vroeger het ministerie van oorlog. In die tijd ging het vaak alleen over de landmacht, terwijl er aparte ministers en ministeries waren voor de marine.

## Lijst van ministeries van Defensie
- België: Ministerie van Defensie
- Nederland: Ministerie van Defensie
- Suriname: Ministerie van Defensie

De naam van dit ministerie in enkele andere landen is:
- in Canada het Department of National Defence (DND);
- in China het 中华人民共和国国防部 (Ministerie van Defensie van de Volksrepubliek China);
- in Denemarken het Forsvarsministeriet (FMN);
- in Duitsland het Bundesministerium der Verteidigung (BMVg);
- op de Filipijnen het Department of National Defense (DoD) of Kagawaran ng Tanggulang Pambansa (KTP);
- in Frankrijk het Ministère de la Défense (et des Anciens Combattants);
- in Italië het Ministero della Difesa (MDD);
- in Japan het 防衛省, Bōei-shō (ministerie van Defensie);
- in Noorwegen het Forsvarsdepartementet (FD);
- in Oekraïne het Міністерство оборони України (Ministerie van defensie van Oekraïne);
- in Oostenrijk het Bundesministerium für Landesverteidigung und Sport;
- in Portugal het Ministério da Defesa Nacional (MDN);
- in Rusland het Министерство обороны Российской Федерации (ministerie van Defensie der Russische Federatie);
- in Spanje het Ministerio de Defensa (de España);
- in Tsjechië het Ministerstvo obrany České republiky (Ministerie van defensie van de Tsjechische republiek);
- in Turkije het Millî Savunma Bakanlığı (ministerie van Landsverdediging);
- in de Verenigde Staten het United States Department of Defense (DoD);
- in het Verenigd Koninkrijk het Ministry of Defence (MoD);
- in Zweden het Försvarsdepartementet;
- in Zwitserland het Eidgenössisches Departement für Verteidigung, Bevölkerungsschutz und Sport (VBS).